# Lela Star
Lela Star (San Antonio, Texas; 13 de junio de 1985) es una actriz pornográfica estadounidense de ascendencia cubana.

## Biografía
Fue descubierta por el agente Jim South y ha participado en numerosas películas como Babyface, Sprung a Leak 2 y Flesh Hunter 9.
Actualmente tiene contrato con ClubJenna con la que ha rodado su anunciada primera escena de sexo anal en «Pin Up Perversions with Lela Star» (no obstante, había rodado este tipo de escenas con Ed Powers antes en el filme Dirty Debutantes). Realizó una escena en cama con el rapero Kardinal Offishall en el video musical «Set It Off».
Habitualmente, Lela suele tener un piercing en la lengua, uno en cada pezón, uno más en el ombligo y un último en los genitales.
En 2010, fue elegida Penthouse Pet del mes de julio.
En agosto del año 2011, Lela Star anunció vía Twitter que había escogido casarse y retirarse de la industria para adultos.
Sin embargo, regreso a la industria pornográfica, en 2014, donde sorprendió con un aumento de glúteos.
Desde entonces graba habitualmente con la empresa club Jenna.

## Premios
| Premiación      | Año  | Resultado | Categoría                       | Trabajo                            |
| --------------- | ---- | --------- | ------------------------------- | ---------------------------------- |
| AVN Award       | 2007 | Nominada  | Mejor Escena de Sexo en Pareja. | Erotica XXX 12, con Ricky Aguilar. |
| AVN Award       | 2008 | Nominada  | Mejor Modelo Debutante.         | —                                  |
| AVN Award       | 2009 | Nominada  | Mejor Escena de Sexo en Grupo.  | King Cobra.                        |
| F.A.M.E. Awards | 2007 | Nominada  | El Cuerpo Más Atractivo.        | —                                  |
| Twistys         | 2008 | Ganadora  | Modelo del Mes de Julio.        | Modelo del Mes de Julio.           |